# Анна Шевченко
Анна Шевченко — британська письменниця українського походження.

## Біографія
Народилася в Києві. Онука Федора Шевченка — українського історика, члена-кореспондента АН УРСР, директора Інституту археології АН України. Закінчила з відзнакою Київський національний університет ім. Тараса Шевченка. Має ступінь магістра філософії Кембриджського університету з міжкультурних відносин та конфліктів.
Анна Шевченко — засновник і генеральний директор консалтингової компанії 3CN, що спеціалізується в крос-культурному управлінні ризиками та вирішенні конфліктів. Вона постійний експерт в багатьох ЗМІ по всьому світу. Володіє сімома мовами (українською, російською, французькою, італійською, польською, іспанською та румунською, зараз вивчає восьму) і має досвід роботи в 47 країнах. Перекладач шістьох Британських Прем'єр-міністрів та радник з міжкультурних питань для двох з них. Експерт з політичного примирення та конфліктів Британської Урядової миротворчої організації (British Government Stabilisation Unit).

## Творча діяльність
Анна Шевченко автор багатьох статей у ЗМІ різних країн світу та п'яти книжок. Найпершою книжкою був короткий довідник по Україні. (2005)
А також :
- «Спадок» («Bequest», 2010) ; Пер. з англ. Тетяни Некряч — Київ: Нора-Друк, 2013, 328 с. — ISBN 978-617-688-013-4 — роман, над яким авторка працювала 12 років. Натхнення прийшло після того, як вона прочитала щоденник свого дідуся, якого зламала радянська система після того, як він написав правду про українського історика та першого президента Михайла Грушевського. (2010). Роман вийшов у 20 країнах світу,  отримав нагороди у Британії, Франції та Німеччині.
- «Гра» («The Game», 2012) ; Пер. з англ. Володимира Горбатька — Київ: Нора-Друк, 2017, 336 с. — ISBN 978-966-8659-89-8 — видано у 10 країнах світу і був обраний книгою місяця у Франції і книгою року букіністами Бельгії.

У грудні 2014 року журнал Домашній Очаг вніс Ганну Шевченко до списку 12 українок, які вразили світ.

## Інтерв'ю
- «Перший канал Українського радіо. Український вимір: британська письменниця Анна Шевченко. 30.01.17“»
- «Розмова з Анною Шевченко в ефірі „Всесвітньої служби радіомовлення України“» [Архівовано 14 липня 2014 у Wayback Machine.]
- «Спадкове покликання. Британська письменниця про відповідальність письменників за імідж країни та західні стереотипи в ставленні до українців»  [Архівовано 14 липня 2014 у Wayback Machine.]
- Anna Shevchenko: It's important for me to show people that history tends to take revenge [Архівовано 7 вересня 2017 у Wayback Machine.](англ.)